# Groupe H de la Coupe du monde de football 2014
Le groupe H de la Coupe du monde de football de 2014, qui se dispute au Brésil du 12 juin au 13 juillet 2014, comprend quatre équipes dont les deux premières se qualifient pour les huitièmes de finale de la compétition.
Le tirage au sort des groupes pour la phase finale s'est effectué le 6 décembre 2013 à Salvador de Bahia.
Au tour suivant, le premier de ce groupe affronte le second du groupe G et le deuxième de ce groupe affronte le premier du même groupe G.

## Résumé
Ce groupe rappelle le Groupe H de 2002 où la Belgique et la Russie se retrouvent après douze ans d'absence en phase finale avec la Corée du Sud et l'Algérie qui remplacent leur voisin géographique respectivement japonais et tunisien. La Belgique semble la mieux armée pour sortir de ce groupe. La Russie a toujours déçu en phase finale de Coupe du monde mais peut s'appuyer sur le coaching d'un entraîneur de renommée mondiale, Fabio Capello. La Corée du Sud, co-organisatrice de la Coupe du monde 2002, avait alors créé la surprise en terminant quatrième de son mondial. Quant à l'Algérie, qui participe pour la quatrième fois à la phase finale, elle espère bien passer enfin le premier tour.
Lors de la première journée, la Belgique s'impose face à une équipe algérienne très défensive qui ne cède cependant qu'en fin de match (2-1) tandis que la Russie concède le nul face à la Corée du Sud, la cause à un réveil trop tardif (1-1). 
Lors de la deuxième journée, les Belges s'impose difficilement avec un but du remplaçant Divock Origi à la 88e minutes face à une équipe de Russie réorganisée et plus déterminée que lors de son précédent match, tandis que l'Algérie donne une leçon offensive à la Corée du Sud malgré une défense toujours fébrile. 
Lors de l'ultime journée, l'Algérie réalise l'exploit historique de se qualifier pour le deuxième tour. Jamais les « Fennecs » n'avaient atteint ce stade en quatre participations. Dans l'autre match, la Belgique se montre une nouvelle fois impressionnante de réalisme malgré un jeu peu séduisant, la Corée du Sud ne pouvant éviter la défaite en étant pourtant en supériorité numérique. À noter que la Belgique, une des plus jeunes équipes du tournoi, remporte, pour la première fois de son histoire en Coupe du Monde, tous ses matchs de poule. 

## Classement
|   | Équipe       | Pts | J | G | N | P | Bp | Bc | Diff |
| 1 | Belgique     | 9   | 3 | 3 | 0 | 0 | 4  | 1  | 3    |
| 2 | Algérie      | 4   | 2 | 1 | 1 | 1 | 6  | 5  | +1   |
| 3 | Russie       | 2   | 3 | 0 | 2 | 1 | 2  | 3  | -1   |
| 4 | Corée du Sud | 1   | 3 | 0 | 1 | 2 | 3  | 6  | -3   |

| J 1 | 17 juin 2014 | Belgique     | 2 - 1 | Algérie      |
| J 1 | 18 juin 2014 | Russie       | 1 - 1 | Corée du Sud |
| J 2 | 22 juin 2014 | Belgique     | 1 - 0 | Russie       |
| J 2 | 22 juin 2014 | Corée du Sud | 2 - 4 | Algérie      |
| J 3 | 26 juin 2014 | Corée du Sud | 0 - 1 | Belgique     |
| J 3 | 26 juin 2014 | Algérie      | 1 - 1 | Russie       |

## Première journée

### Belgique - Algérie
| Match 15                                                 | Belgique                                  | 2 - 1   | Algérie                     | Mineirão, Belo Horizonte                                               |                                                                        |
| 17 juin 2014 · 13:00 (UTC-3) · Historique des rencontres | Marouane Fellaini 70e · Dries Mertens 80e | (0 - 1) | 25e (pen.) Sofiane Feghouli | Spectateurs : 56 800 · Arbitrage : Marco Rodríguez · Photos du match · | Spectateurs : 56 800 · Arbitrage : Marco Rodríguez · Photos du match · |
| 17 juin 2014 · 13:00 (UTC-3) · Historique des rencontres | Rapport                                   |         |                             | Spectateurs : 56 800 · Arbitrage : Marco Rodríguez · Photos du match · | Spectateurs : 56 800 · Arbitrage : Marco Rodríguez · Photos du match · |

| Belgique | Algérie |

| BELGIQUE :      |    |                   |  |     |     |
|                 |    |                   |  |     |     |
| Gardien de but  | 1  | Thibaut Courtois  |  |     |     |
|                 | 2  | Toby Alderweireld |  |     |     |
|                 | 4  | Vincent Kompany   |  |     |     |
|                 | 5  | Jan Vertonghen    |  |     | 24e |
|                 | 6  | Axel Witsel       |  |     |     |
|                 | 7  | Kevin De Bruyne   |  |     |     |
|                 | 9  | Romelu Lukaku     |  | 58e |     |
|                 | 10 | Eden Hazard       |  |     |     |
|                 | 15 | Daniel Van Buyten |  |     |     |
|                 | 19 | Mousa Dembélé     |  | 65e |     |
|                 | 22 | Nacer Chadli      |  | 46e |     |
| Remplaçants :   |    |                   |  |     |     |
|                 | 8  | Marouane Fellaini |  | 65e |     |
|                 | 14 | Dries Mertens     |  | 46e |     |
|                 | 17 | Divock Origi      |  | 58e |     |
| Sélectionneur : |    |                   |  |     |     |
| Marc Wilmots    |    |                   |  |     |     |

| ALGÉRIE :         |    |                        |  |     |     |
|                   |    |                        |  |     |     |
| Gardien de but    | 23 | Raïs M'Bolhi           |  |     |     |
|                   | 2  | Madjid Bougherra       |  |     |     |
|                   | 3  | Faouzi Ghoulam         |  |     |     |
|                   | 5  | Rafik Halliche         |  |     |     |
|                   | 10 | Sofiane Feghouli       |  |     |     |
|                   | 12 | Carl Medjani           |  | 84e |     |
|                   | 14 | Nabil Bentaleb         |  |     | 34e |
|                   | 15 | El Arabi Hilal Soudani |  | 66e |     |
|                   | 19 | Saphir Taïder          |  |     |     |
|                   | 21 | Riyad Mahrez           |  | 71e |     |
|                   | 22 | Mehdi Mostefa          |  |     |     |
| Remplaçants :     |    |                        |  |     |     |
|                   | 13 | Islam Slimani          |  | 66e |     |
|                   | 9  | Nabil Ghilas           |  | 84e |     |
|                   | 8  | Medhi Lacen            |  | 71e |     |
| Sélectionneur :   |    |                        |  |     |     |
| Vahid Halilhodžić |    |                        |  |     |     |

| Assistants : Marvin Torrentera Marcos Quintero Quatrième arbitre : Alireza Faghani Cinquième arbitre : Hassan Kamranifar Homme du Match : Kevin De Bruyne |

### Russie - Corée du Sud
| Match 16                                                 | Russie                 | 1 - 1   | Corée du Sud    | Arena Pantanal, Cuiabá                                               |                                                                      |
| 18 juin 2014 · 18:00 (UTC-4) · Historique des rencontres | Alexandre Kerjakov 74e | (0 - 0) | 68e Lee Keun-ho | Spectateurs : 37 603 · Arbitrage : Néstor Pitana · Photos du match · | Spectateurs : 37 603 · Arbitrage : Néstor Pitana · Photos du match · |
| 18 juin 2014 · 18:00 (UTC-4) · Historique des rencontres | Rapport                |         |                 | Spectateurs : 37 603 · Arbitrage : Néstor Pitana · Photos du match · | Spectateurs : 37 603 · Arbitrage : Néstor Pitana · Photos du match · |

| Russie | Corée du Sud |

| RUSSIE :        |    |                      |  |     |     |
|                 |    |                      |  |     |     |
| Gardien de but  | 1  | Igor Akinfeïev       |  |     |     |
|                 | 4  | Sergueï Ignachevitch |  |     |     |
|                 | 8  | Denis Glouchakov     |  | 72e |     |
|                 | 9  | Alexandre Kokorine   |  |     |     |
|                 | 14 | Vassili Bérézoutski  |  |     |     |
|                 | 17 | Oleg Chatov          |  | 59e | 49e |
|                 | 18 | Iouri Jirkov         |  | 71e |     |
|                 | 19 | Alexandre Samedov    |  |     |     |
|                 | 20 | Viktor Faïzouline    |  |     |     |
|                 | 22 | Andreï Iechtchenko   |  |     |     |
|                 | 23 | Dmitri Kombarov      |  |     |     |
| Remplaçants :   |    |                      |  |     |     |
|                 | 11 | Alexandre Kerjakov   |  | 71e |     |
|                 | 10 | Alan Dzagoïev        |  | 59e |     |
|                 | 7  | Igor Denissov        |  | 72e |     |
| Sélectionneur : |    |                      |  |     |     |
| Fabio Capello   |    |                      |  |     |     |

| CORÉE DU SUD :  |    |                 |  |     |     |
|                 |    |                 |  |     |     |
| Gardien de but  | 1  | Jung Sung-ryong |  |     |     |
|                 | 3  | Yun Suk-young   |  |     |     |
|                 | 5  | Kim Young-gwon  |  |     |     |
|                 | 9  | Son Heung-min   |  | 84e | 13e |
|                 | 10 | Park Chu-young  |  | 56e |     |
|                 | 12 | Lee Yong        |  |     |     |
|                 | 13 | Koo Ja-cheol    |  |     | 90e |
|                 | 14 | Han Kook-young  |  |     |     |
|                 | 16 | Ki Sung-yueng   |  |     | 30e |
|                 | 17 | Lee Chung-yong  |  |     |     |
|                 | 20 | Hong Jeong-ho   |  | 73e |     |
| Remplaçants :   |    |                 |  |     |     |
|                 | 11 | Lee Keun-ho     |  | 56e |     |
|                 | 6  | Hwang Seok-ho   |  | 73e |     |
|                 | 7  | Kim Bo-kyung    |  | 84e |     |
| Sélectionneur : |    |                 |  |     |     |
| Hong Myung-bo   |    |                 |  |     |     |

| Assistants : Hernán Maidana Juan Pablo Belatti Quatrième arbitre : Roberto Moreno Cinquième arbitre : Eric Boria Homme du Match : Son Heung-min |

## Deuxième journée

### Belgique - Russie
| Match 31                                                 | Belgique         | 1 - 0   | Russie | Stade Maracanã, Rio de Janeiro                                     |                                                                    |
| 22 juin 2014 · 13:00 (UTC-3) · Historique des rencontres | Divock Origi 88e | (0 - 0) |        | Spectateurs : 73 819 · Arbitrage : Felix Brych · Photos du match · | Spectateurs : 73 819 · Arbitrage : Felix Brych · Photos du match · |
| 22 juin 2014 · 13:00 (UTC-3) · Historique des rencontres | Rapport          |         |        | Spectateurs : 73 819 · Arbitrage : Felix Brych · Photos du match · | Spectateurs : 73 819 · Arbitrage : Felix Brych · Photos du match · |

| Belgique | Russie |

| BELGIQUE :      |    |                   |  |     |     |
|                 |    |                   |  |     |     |
| Gardien de but  | 1  | Thibaut Courtois  |  |     |     |
|                 | 2  | Toby Alderweireld |  |     | 73e |
|                 | 3  | Thomas Vermaelen  |  | 31e |     |
|                 | 4  | Vincent Kompany   |  |     |     |
|                 | 6  | Axel Witsel       |  |     | 54e |
|                 | 7  | Kevin De Bruyne   |  |     |     |
|                 | 8  | Marouane Fellaini |  |     |     |
|                 | 9  | Romelu Lukaku     |  | 57e |     |
|                 | 10 | Eden Hazard       |  |     |     |
|                 | 14 | Dries Mertens     |  | 75e |     |
|                 | 15 | Daniel Van Buyten |  |     |     |
| Remplaçants :   |    |                   |  |     |     |
|                 | 5  | Jan Vertonghen    |  | 31e |     |
|                 | 17 | Divock Origi      |  | 57e |     |
|                 | 11 | Kevin Mirallas    |  | 75e |     |
| Sélectionneur : |    |                   |  |     |     |
| Marc Wilmots    |    |                   |  |     |     |

| RUSSIE :        |    |                      |  |     |     |
|                 |    |                      |  |     |     |
| Gardien de but  | 1  | Igor Akinfeïev       |  |     |     |
|                 | 2  | Alexeï Kozlov        |  | 62e |     |
|                 | 4  | Sergueï Ignachevitch |  |     |     |
|                 | 6  | Maxim Kanounnikov    |  |     | 38e |
|                 | 8  | Denis Glouchakov     |  |     |     |
|                 | 9  | Alexandre Kokorine   |  |     |     |
|                 | 14 | Vassili Bérézoutski  |  |     |     |
|                 | 17 | Oleg Chatov          |  | 83e |     |
|                 | 19 | Alexandre Samedov    |  | 90e |     |
|                 | 20 | Viktor Faïzouline    |  |     |     |
|                 | 23 | Dmitri Kombarov      |  |     |     |
| Remplaçants :   |    |                      |  |     |     |
|                 | 22 | Andreï Iechtchenko   |  | 62e |     |
|                 | 10 | Alan Dzagoïev        |  | 83e |     |
|                 | 11 | Aleksandr Kerjakov   |  | 90e |     |
| Sélectionneur : |    |                      |  |     |     |
| Fabio Capello   |    |                      |  |     |     |

| Assistants : Stefan Lupp Mark Borsch Quatrième arbitre : Carlos Vera Cinquième arbitre : Byron Romero Homme du Match : Eden Hazard |

### Corée du Sud - Algérie
| Match 32                                                 | Corée du Sud                         | 2 - 4   | Algérie                                                                               | Stade José-Pinheiro-Borda, Porto Alegre                              |                                                                      |
| 22 juin 2014 · 16:00 (UTC-3) · Historique des rencontres | Son Heung-min 50e · Koo Ja-cheol 72e | (0 - 3) | 26e Islam Slimani · 28e Rafik Halliche · 38e Abdelmoumene Djabou · 62e Yacine Brahimi | Spectateurs : 42 732 · Arbitrage : Wilmar Roldán · Photos du match · | Spectateurs : 42 732 · Arbitrage : Wilmar Roldán · Photos du match · |
| 22 juin 2014 · 16:00 (UTC-3) · Historique des rencontres | Rapport                              |         |                                                                                       | Spectateurs : 42 732 · Arbitrage : Wilmar Roldán · Photos du match · | Spectateurs : 42 732 · Arbitrage : Wilmar Roldán · Photos du match · |

| Corée du Sud | Algérie |

| CORÉE DU SUD :  |    |                 |  |     |     |
|                 |    |                 |  |     |     |
| Gardien de but  | 1  | Jung Sung-ryong |  |     |     |
|                 | 3  | Yun Suk-young   |  |     |     |
|                 | 5  | Kim Young-gwon  |  |     |     |
|                 | 9  | Son Heung-min   |  |     |     |
|                 | 10 | Park Chu-young  |  | 57e |     |
|                 | 12 | Lee Yong        |  |     | 54e |
|                 | 13 | Koo Ja-cheol    |  |     |     |
|                 | 14 | Han Kook-young  |  | 78e | 69e |
|                 | 16 | Ki Sung-yueng   |  |     |     |
|                 | 17 | Lee Chung-yong  |  | 64e |     |
|                 | 20 | Hong Jeong-ho   |  |     |     |
| Remplaçants :   |    |                 |  |     |     |
|                 | 18 | Kim Shin-wook   |  | 57e |     |
|                 | 11 | Lee Keun-ho     |  | 64e |     |
|                 | 19 | Ji Dong-won     |  | 78e |     |
| Sélectionneur : |    |                 |  |     |     |
| Hong Myung-bo   |    |                 |  |     |     |

| ALGÉRIE :         |    |                     |  |     |     |
|                   |    |                     |  |     |     |
| Gardien de but    | 23 | Raïs M'Bolhi        |  |     |     |
|                   | 2  | Madjid Bougherra    |  | 89e | 67e |
|                   | 5  | Rafik Halliche      |  |     |     |
|                   | 6  | Djamel Mesbah       |  |     |     |
|                   | 12 | Carl Medjani        |  |     |     |
|                   | 20 | Aïssa Mandi         |  |     |     |
|                   | 10 | Sofiane Feghouli    |  |     |     |
|                   | 18 | Abdelmoumene Djabou |  | 73e |     |
|                   | 11 | Yacine Brahimi      |  | 77e |     |
|                   | 14 | Nabil Bentaleb      |  |     |     |
|                   | 13 | Islam Slimani       |  |     |     |
| Remplaçants :     |    |                     |  |     |     |
|                   | 9  | Nabil Ghilas        |  | 73e |     |
|                   | 8  | Medhi Lacen         |  | 77e |     |
|                   | 4  | Essaïd Belkalem     |  | 89e |     |
| Sélectionneur :   |    |                     |  |     |     |
| Vahid Halilhodžić |    |                     |  |     |     |

| Assistants : Christian Lescano Eduardo Díaz Quatrième arbitre : Alireza Faghani Cinquième arbitre : Hassan Kamranifar Homme du Match : Islam Slimani |

## Troisième journée

### Corée du Sud - Belgique
| Match 47                                                 | Corée du Sud | 0 - 1   | Belgique           | Arena Corinthians, São Paulo                                        |                                                                     |
| 26 juin 2014 · 17:00 (UTC-3) · Historique des rencontres |              | (0 - 0) | 78e Jan Vertonghen | Spectateurs : 61 397 · Arbitrage : Ben Williams · Photos du match · | Spectateurs : 61 397 · Arbitrage : Ben Williams · Photos du match · |
| 26 juin 2014 · 17:00 (UTC-3) · Historique des rencontres | rapport      |         |                    | Spectateurs : 61 397 · Arbitrage : Ben Williams · Photos du match · | Spectateurs : 61 397 · Arbitrage : Ben Williams · Photos du match · |

| Corée du Sud | Belgique |

| CORÉE DU SUD :  |    |                |  |     |     |
|                 |    |                |  |     |     |
| Gardien de but  | 21 | Kim Seung-gyu  |  |     |     |
|                 | 3  | Yun Suk-young  |  |     |     |
|                 | 5  | Kim Young-gwon |  |     |     |
|                 | 9  | Son Heung-min  |  | 73e |     |
|                 | 12 | Lee Yong       |  |     |     |
|                 | 13 | Koo Ja-cheol   |  |     |     |
|                 | 14 | Han Kook-young |  | 46e |     |
|                 | 16 | Ki Sung-yueng  |  |     |     |
|                 | 17 | Lee Chung-yong |  |     |     |
|                 | 18 | Kim Shin-wook  |  | 66e |     |
|                 | 20 | Hong Jeong-ho  |  |     | 35e |
| Remplaçants :   |    |                |  |     |     |
|                 | 11 | Lee Keun-ho    |  | 46e |     |
|                 | 7  | Kim Bo-kyung   |  | 66e |     |
|                 | 19 | Ji Dong-won    |  | 73e |     |
| Sélectionneur : |    |                |  |     |     |
| Hong Myung-bo   |    |                |  |     |     |

| BELGIQUE :      |    |                      |  |     |     |
|                 |    |                      |  |     |     |
| Gardien de but  | 1  | Thibaut Courtois     |  |     |     |
|                 | 5  | Jan Vertonghen       |  |     |     |
|                 | 8  | Marouane Fellaini    |  |     |     |
|                 | 11 | Kevin Mirallas       |  | 88e |     |
|                 | 14 | Dries Mertens        |  | 60e |     |
|                 | 15 | Daniel Van Buyten    |  |     |     |
|                 | 16 | Steven Defour        |  |     | 45e |
|                 | 19 | Mousa Dembélé        |  |     | 50e |
|                 | 18 | Nicolas Lombaerts    |  |     |     |
|                 | 20 | Adnan Januzaj        |  | 60e |     |
|                 | 21 | Anthony Vanden Borre |  |     |     |
| Remplaçants :   |    |                      |  |     |     |
|                 | 22 | Nacer Chadli         |  | 60e |     |
|                 | 17 | Divock Origi         |  | 60e |     |
|                 | 10 | Eden Hazard          |  | 88e |     |
| Sélectionneur : |    |                      |  |     |     |
| Marc Wilmots    |    |                      |  |     |     |

| Assistants : Matthew Cream Hakan Anaz Quatrième arbitre : Víctor Hugo Carrillo Cinquième arbitre : Rodney Aquino Homme du Match : Jan Vertonghen |

### Algérie - Russie
| Match 48                                                 | Algérie           | 1 - 1   | Russie                | Stade Joaquim-Américo-Guimarães, Curitiba                           |                                                                     |
| 26 juin 2014 · 17:00 (UTC-3) · Historique des rencontres | Islam Slimani 60e | (0 - 1) | 6e Alexandre Kokorine | Spectateurs : 39 311 · Arbitrage : Cüneyt Çakır · Photos du match · | Spectateurs : 39 311 · Arbitrage : Cüneyt Çakır · Photos du match · |
| 26 juin 2014 · 17:00 (UTC-3) · Historique des rencontres | rapport           |         |                       | Spectateurs : 39 311 · Arbitrage : Cüneyt Çakır · Photos du match · | Spectateurs : 39 311 · Arbitrage : Cüneyt Çakır · Photos du match · |

| Algérie | Russie |

| ALGÉRIE :         |    |                        |  |     |       |
|                   |    |                        |  |     |       |
| Gardien de but    | 23 | Raïs M'Bolhi           |  |     |       |
|                   | 4  | Essaïd Belkalem        |  |     |       |
|                   | 5  | Rafik Halliche         |  |     |       |
|                   | 6  | Djamel Mesbah          |  |     | 39e   |
|                   | 10 | Sofiane Feghouli       |  |     |       |
|                   | 11 | Yacine Brahimi         |  | 71e |       |
|                   | 12 | Carl Medjani           |  |     |       |
|                   | 13 | Islam Slimani          |  | 90e |       |
|                   | 14 | Nabil Bentaleb         |  |     |       |
|                   | 18 | Abdelmoumene Djabou    |  | 77e |       |
|                   | 20 | Aïssa Mandi            |  |     |       |
| Remplaçants :     |    |                        |  |     |       |
|                   | 7  | Hassan Yebda           |  | 71e |       |
|                   | 9  | Nabil Ghilas           |  | 77e | 87e   |
|                   | 15 | El Arabi Hilal Soudani |  | 90e |       |
|                   | 17 | Liassine Cadamuro      |  |     | 90+2e |
| Sélectionneur :   |    |                        |  |     |       |
| Vahid Halilhodžić |    |                        |  |     |       |

| RUSSIE :        |    |                      |  |     |     |
|                 |    |                      |  |     |     |
| Gardien de but  | 1  | Igor Akinfeïev       |  |     |     |
|                 | 2  | Alexeï Kozlov        |  |     | 59e |
|                 | 4  | Sergueï Ignachevitch |  |     |     |
|                 | 8  | Denis Glouchakov     |  | 46e |     |
|                 | 9  | Alexandre Kokorine   |  |     |     |
|                 | 11 | Alexandre Kerjakov   |  | 81e |     |
|                 | 14 | Vassili Bérézoutski  |  |     |     |
|                 | 17 | Oleg Chatov          |  | 67e |     |
|                 | 19 | Alexandre Samedov    |  |     |     |
|                 | 20 | Viktor Faïzouline    |  |     |     |
|                 | 23 | Dmitri Kombarov      |  |     | 57e |
| Remplaçants :   |    |                      |  |     |     |
|                 | 6  | Maxim Kanounnikov    |  | 81e |     |
|                 | 7  | Igor Denissov        |  | 46e |     |
|                 | 10 | Alan Dzagoïev        |  | 67e |     |
| Sélectionneur : |    |                      |  |     |     |
| Fabio Capello   |    |                      |  |     |     |

| Assistants : Bahattin Duran Tarik Ongun Quatrième arbitre : Joel Aguilar Cinquième arbitre : Juan Zumba Homme du Match : Islam Slimani |

## Homme du match
| Match | Résultat     | Résultat | Résultat     | Homme du match  |
| ----- | ------------ | -------- | ------------ | --------------- |
| 15    | Belgique     | 2 - 1    | Algérie      | Kevin De Bruyne |
| 16    | Russie       | 1 - 1    | Corée du Sud | Son Heung-min   |
| 31    | Belgique     | 1 - 0    | Russie       | Eden Hazard     |
| 32    | Corée du Sud | 2 - 4    | Algérie      | Islam Slimani   |
| 47    | Corée du Sud | 0 - 1    | Belgique     | Jan Vertonghen  |
| 48    | Algérie      | 1 - 1    | Russie       | Islam Slimani   |

## Buteurs
| #     | Joueur              | Buts |
| ----- | ------------------- | ---- |
| 1     | Islam Slimani       | 2    |
| 2     | Sofiane Feghouli    | 1    |
| 2     | Marouane Fellaini   | 1    |
| 2     | Dries Mertens       | 1    |
| 2     | Lee Keun-ho         | 1    |
| 2     | Alexandre Kerjakov  | 1    |
| 2     | Divock Origi        | 1    |
| 2     | Rafik Halliche      | 1    |
| 2     | Abdelmoumene Djabou | 1    |
| 2     | Yacine Brahimi      | 1    |
| 2     | Son Heung-min       | 1    |
| 2     | Koo Ja-cheol        | 1    |
| 2     | Alexandre Kokorine  | 1    |
| 2     | Jan Vertonghen      | 1    |
| TOTAL | TOTAL               | 15   |